# Spiritualia
Spiritualia (bona spiritualia, von lateinisch spiritus ‚Geist‘: „geistliche Güter“) sind nach römisch-katholischem Verständnis diejenigen geistlichen Güter, die von den Klerikern als Spender der Sakramente, Hüter des Lehramtes, Verkündiger der christlichen Lehre und Leiter der Kirche verwaltet werden. Die Verwaltung dieser Güter ist der Kirche von Gott anvertraut worden. Zu den Spiritualia gehören neben den Sakramenten, Sakramentalien, Reliquien und dem Gnadenschatz der Kirche auch die Kirchenämter.
Das Gegenstück zu den Spiritualien sind die Temporalien, die zeitlichen Güter, die im Mittelalter und in der frühen Neuzeit in Form des Benefiziums und der Pfründe den Unterhalt der Seelsorger sicherten. Die Trennung zwischen Temporalien und Spiritualien, die von den Kanonisten des Mittelalters vollzogen wurde, war die Grundvoraussetzung für die Überwindung des Eigenkirchenrechts, indem es die Entwicklung des Patronats und der Inkorporation ermöglichte. Gleichzeitig eröffnete diese Unterscheidung auch die Möglichkeit, die Vergabe der Temporalien ganz nach Lehnrecht zu begreifen und zu gestalten.
Die Entstehung der Begriffe „Temporalien“ und „Spritualien“ und die Definition ihres Inhalts war eine Folge des Investiturstreits, als diese beiden Teile der geistlichen Ämter getrennt werden mussten, um den Streit mit dem Wormser Konkordat beenden zu können.